# رابرت کیوساکی
رابرت تورو کیوساکی (به انگلیسی: Robert Toru Kiyosaki) (زاده ۸ آوریل ۱۹۴۷) سرمایه‌گذار و نویسنده کتاب‌های خودیاری مانند پدر پولدار پدر بی‌پول است.
رابرت علاوه بر این کتاب‌ها چندین بازی مالی را نیز طراحی کرده است که مهم‌ترین آنها بازی گردش مالی (۱۰۱) و بازی گردش مالی برای کودکان است.
رابرت کیوساکی را می‌توان به حق پدر هوش مالی در دنیا دانست که با تفکرات فوق‌العاده خود هزاران نفر را در دنیا به سمت کارآفرینی سوق داده است.

## زندگی شخصی
رابرت کیوساکی در هاوایی به دنیا آمد و در همان‌جا بزرگ شد. او چهارمین نسل از یک خانوادهٔ دورگه ژاپنی–آمریکایی است. خانواده‌اش ترکیبی از مدرسان ممتاز و برجستهٔ مملکت بودند. پدرش رئیس آموزش و پرورش ایالت هاوایی بود. رابرت پس از پایان دورهٔ دبیرستان، در نیویورک به ادامه تحصیل پرداخت و پس از به پایان رساندن دانشگاه، به نیروی تفنگداران دریایی آمریکا پیوست و به عنوان افسر و خلبان هلیکوپترهای سنگین نظامی به ویتنام رفت.
همسر او کیم کیوساکی است که به رابرت کیوساکی در نوشتن کتاب‌هایش کمک می‌کند.

## مواضع سیاسی
کیوساکی در ستونی که برای مجله جتست نوشت از دونالد ترامپ نامزد جمهوریخواه انتخابات ریاست جمهوری ۲۰۱۶ حمایت کرد. کیوساکی گفت که در ۲۰۰۶ نامزدی ترامپ را پیش‌بینی می‌کرده است. به گفتهٔ او ترامپ نامزدی است که می‌داند چطور شغل ایجاد کند و پول بسازد. او از نفوذ کافی برای اقناع کنگره برای پایین آوردن مالیات شرکت‌ها برخوردار است.

## فعالیت‌های تجاری
در بازگشت از ویتنام، زندگی مالی و تجاری رابرت آغاز شد. در سال ۱۹۷۷، او شرکتی را بنیان نهاد که نخستین کیف پول‌های مردانه را که ترکیبی از نایلون و ولکرو بود به بازار عرضه کرد.
وی هم‌اکنون یکی از سرمایه گذاران بزرگ در عرصهٔ املاک و مستغلات است. همچنین وی به همراه همسرش کیم شرکت را برای آموزش مهارت‌های مختلف مالی به نام شرکت پدرپولدار تأسیس کرده است.

## کتاب‌ها
- مدرسه تجارت
- چرا ثروتمندان دست به خاک می‌زنند طلا می‌شود؟
- نوجوان پولدار
- شانس دوباره
- هوش مالی یک میلیاردر را داشته باشید
- اطلاعیه سرمایه‌داری
- معجزهٔ موفقیت
- به فکر یک تجارت باشد قبل از اینکه بیکار شوید
- تاکتیک‌های میلیاردرهای موفق
- مدیریت مالی موفق
- مزیت فوق‌العاده ثروتمندان
- چرا ثروتمندان ثروتمنتر می‌شوند؟
- راهنمای سرمایه‌گذاری موفق
- سرمایه‌گذار موفق در املاک و مستغلات
- اسرار املاک و مستغلات در کسب درآمد غیرفعال
- چگونه از دارایی‌های خود محافظت کنیم؟
- ۱۱۶ سئوال پولساز از رابرت کیوساکی
- قصه فقر به سر رسید
- پدر پولدار، پدر بی‌پول
- هشت‌تان را از گرو نه درآورید
- رازهای ناگفته مالیات
- چگونه اولین دارایی واقعی خود را بخرید؟
- برنامه‌ریزی برای پول
- اهداف و انتخاب‌ها
- چشم‌انداز بازنشستگی
- زندگی خود را پیش از صبحانه تغییر دهید
- چهار راه پول‌سازی
- پیشگویی پدر پولدار
- خودتان را اخراج کنید
- جوان و پولدار بازنشسته شوید
- ۱۱۰ راز رابرت کیوساکی برای موفقیت
- بازی ثروت
- کودک پولدار کودک باهوش
- چرا می‌خواهیم شما هم ثروتمند شوید؟
- اصول هفتگانه ثروتمندان
- ۱۲۲ شگرد سرمایه‌گذاری از بازی گردش مالی رابرت کیوساکی
- چگون از تورم سود ببریم؟
- شگردهای سرمایه‌گذاری در املاک

## بازیها
- بازی گردش مالی (۱۰۱)
- بازی گردش مالی برای کودکان
- بازی ۲۰۲